# Brotas (São Paulo)
Brotas é um município brasileiro localizado no interior do Estado de São Paulo. O município é formado pela sede e pelo distrito de São Sebastião da Serra.

## História
A história do município começa por volta do ano de 1839, quando a fundadora da cidade, Dona Francisca Ribeiro dos Reis chega à terra brotense. A construção da Capela de Santa Cruz, deu início ao povoado. Brotas tornou-se distrito de Araraquara em 1841 e foi transferida para Rio Claro em 1853. Em 22 de agosto de 1859, o distrito foi transformado em município após a emancipação política.
O município experimentou a sua fase de maior desenvolvimento durante a expansão da lavoura de café, entre as décadas de 1920 e 1930. Durante esta fase a cidade recebeu um grande número de imigrantes italianos, o que já vinha acontecendo desde o final do século XIX. Com a decadência da agricultura cafeeira, o município perdeu grande parte da sua população para outros centros, principalmente São Carlos, Rio Claro, Jaú e Piracicaba.
No final dos anos 70 foi discutida a possibilidade de transferir a capital do Estado de São Paulo para Brotas. Por sugestão do então governador Paulo Maluf, o pequeno município (que na época possuía em torno de 8.400 habitantes na sua área urbana) iria ser a nova capital paulista pelo fato de Brotas estar localizada no centro do Estado, um plano parecido com o que ocorreu com Brasília quando esta substituiu o Rio de Janeiro como capital do país em 1960. Todavia, a ideia acabou não progredindo e a capital se manteve na cidade de São Paulo.
Brotas voltou a crescer novamente a partir das décadas de 80 e 90, quando tomaram início as atividades agroindustriais como agroindústria da cana, laranja, eucalipto e agropecuária (boi de corte) e também com a exploração de esportes radicais aquáticos em seu principal rio, o Jacaré-Pepira. Atualmente, o ecoturismo e a agroindústria são as principais atividades econômicas do município.
No ano de 2008 os cantores e compositores Daniel e Rick compuseram o Hino Municipal de Brotas que foi instituído com a Lei Municipal nº 2.262/2008 de 27 de dezembro de 2008.
Em 2013, após 20 anos de "luta", o governador do estado de São Paulo, Geraldo Alckmin, assinou um projeto de lei abrindo um processo na Assembleia Legislativa de São Paulo para fazer do município de Brotas uma Estância Turística. Em 2014 o processo foi aprovado e o município ganhou o título objetivando a impulsão do turismo.

### Toponímia
A origem do nome "Brotas" ainda é desconhecida, mas recebe quatro hipóteses: Brotas de olho d'água; Brotas de broto de capim (mato que brotava depois de pousadas de trilheiras); Brotas como derivativo de "bolotas" (bolos característicos fabricados em Brotas pela fundadora); e a quarta e mais provável, vem das origens da fundadora de Brotas. Dona Francisca Ribeiro dos Reis descendente de portugueses católicos e devota de "Nossa Senhora das Brotas" teria prestado uma homenagem à Santa, dando seu nome à cidade.

## Geografia

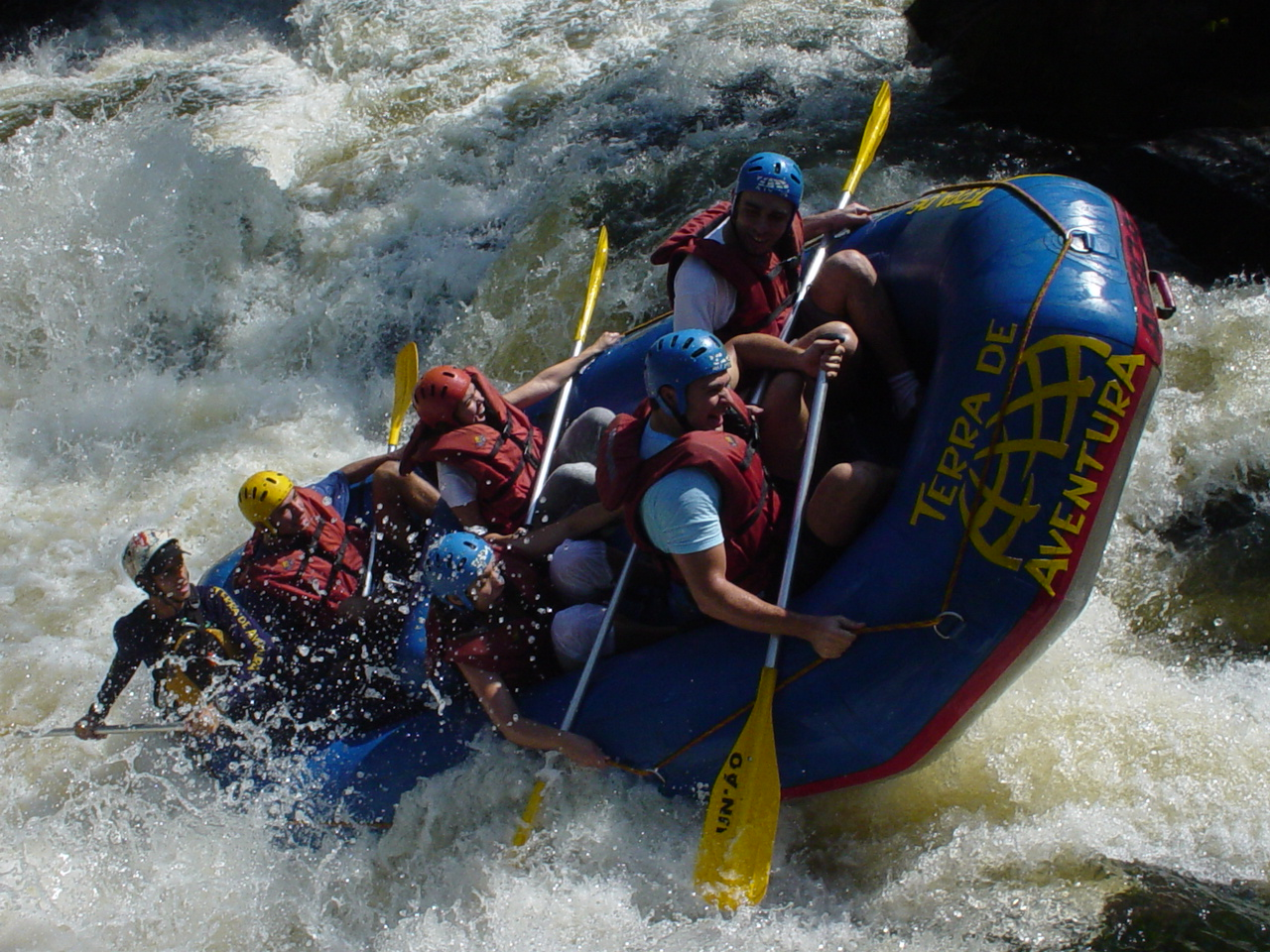
Praticantes de rafting no Rio Jacaré-Pepira

A região de Brotas, incluindo o distrito de São Sebastião da Serra e a cidade de Torrinha apresenta um número elevado de acidentes geográficos de grande interesse turístico.
É o 28º maior município paulista em extensão territorial e 1.312º do Brasil com 1.101,468 km².

### Hidrografia
- Rio Jacaré-Pepira
- Rio do Lobo

### Rodovias
- SP-197 - Rodovia Dr. Américo Piva
- SP-225 - Rodovia Eng° Paulo Nilo Romano

### Ferrovias
- Linha Tronco Oeste da antiga Companhia Paulista de Estradas de Ferro [9]

## Infraestrutura

### Comunicações
O sistema de telefones automáticos foi inaugurado na cidade em 1979 pela Telecomunicações de São Paulo (TELESP), que também implantou o sistema de discagem direta à distância (DDD) em 1980 com o código de área (0146). Anteriormente a cidade era atendida pela Companhia Telefônica Brasileira (CTB).
Na década de 90 o código DDD da cidade foi alterado para (014), para padronização do sistema telefônico com a telefonia celular que estava sendo implantada em todo o estado.

## Símbolos municipais

### Hino
O Hino Municipal de Brotas foi composto pelos cantores José Daniel Camillo e Geraldo Antônio de Carvalho. Foi instituído hino oficial do município com a Lei Municipal nº 2.262/2008 de 27 de dezembro de 2008. O município tinha 168 anos quando oficializou, finalmente um Hino Municipal.

## Economia
Apesar de historicamente ter seu desenvolvimento econômico baseado no cultivo do café, Cana-de-açúcar, Laranja e eucalipto, Brotas é conhecida internacionalmente por ter se especializado no turismo de aventura, sendo palco para a prática dos mais diversos esportes de aventura, como o rafting e a canoagem, aproveitando o potencial do rio Jacaré Pepira. Atualmente a economia do município ainda baseia-se na agropecuária, apesar da crescente importância do turismo de aventura. Assim, o município conta com  a unidade de pesquisa científica agrícola Agência Paulista de Tecnologia dos Agronegócios/APTA Regional de Brotas..

## Turismo
No início da década de 90, a população de Brotas vinha em constante queda e foi necessário propor alternativas de desenvolvimento para Brotas. Em 1993, o Governo Estadual de São Paulo, realizou uma reunião com prefeitos municipais, para o lançamento do programa de regionalização turística do Estado. O prefeito de Brotas da época participou da reunião e Brotas foi incluída no Núcleo de Turismo das Serras e assim Brotas iniciou o seu trabalho com turismo.
Na mesma época foi criada a Organização Não Governamental (ONG) Movimento Rio Vivo, uma das primeiras do Estado de São Paulo, que lutou contra a instalação de indústrias poluidoras no município de Brotas, com este grupo o ecoturismo e turismo de aventura se apresentavam como as mais atraentes das possibilidades, um caminho onde não houvesse concorrência entre crescimento e perda de qualidade de vida da comunidade.
Em 1993, o governo municipal criou a Secretaria Municipal do Meio Ambiente e apresentou o diagnóstico do Patrimônio Natural do Município.
Em 1994 foi fundada a primeira agência da cidade, que operava passeios de boia cross e passeios por trilhas acessando cachoeiras. Em 1996 Brotas começou a oferecer o passeio Rafting.
Desde então o governo municipal e COMTUR, junto às agências e operadoras de turismo, hotéis e sítios turísticos vêm promovendo e solidificando as bases do turismo sustentável, agregando serviços transformando-os em produtos turísticos com características bastante próprias.
Em meados de 2000 foram criados os GT´s (Grupos de Trabalhos) de cada atividade de aventura e ecoturismo da cidade. Os GT´s eram compostos pelos profissionais do turismo. Nesse mesmo período foi contratada uma consultora da ESALQ, Thereza Magro, para estudos de capacidade de carga nas atividades e sítios turísticos. Assim, juntos ao governo municipal criaram o Projeto de Lei do Turismo Sustentável de Brotas, que é referência nacional e promulgada a lei municipal em 2003.
Brotas foi a primeira cidade do Brasil a criar uma lei especifica de turismo de aventura e natureza e inspirou o Ministério do Turismo e ABETA (Associação Brasileira das Empresas de Ecoturismo e Turismo de Aventura) a criar a normalização do turismo de aventura e ecoturismo no Brasil, através do Programa Aventura Segura.
Brotas também recebeu o Certificado do Programa Município Verde e Azul em 2008 e vem mantendo o Selo até hoje, aumentando sucessivamente a pontuação.
Em julho de 2014, foi classificada como Estância Turística, conforme Lei sancionada pelo Governador do Estado de São Paulo.ref>http://www.diariodolitoral.com.br/cotidiano/governador-alckmin-autoriza-r-215-milhoes-para-o-turismo-da-baixada-sa/46545/</ref>

## Esportes
Brotas possuiu e possui alguns clubes de futebol antigos e tradicionais, especialmente o Clube Atlético Brotense (CAB), que no passado possuía um bom time de futebol. Em 2004, por exemplo, o CAB foi Campeão Amador Regional e Campeão Amador Estadual. Na final do Regional, a equipe brotense venceu Bocaina para ficar com o título. Já no Estadual, o CAB derrotou Tatuí e levantou o troféu diante do torcedor que lotou o estádio em Brotas.
- 6 de maio de 1958 - CA Brotense 1x5 XV de Piracicaba[14][15][16]

Também em 1958, disputava o Campeonato Amador de Futebol de Interior, no setor 23 - Zona 15.>
Alguns amistosos e jogos oficiais
- 19 de junho de 1955 - Ribeirão Bonito EC 6x2 CA Brotense[18][19]
- 31 de julho de 1955 - Bocaina FC 4x1 CA Brotense[20]
- 7 de agosto de 1955 - AA Barra Bonita 3x0 CA Brotense[21]
- 6 de agosto de 1956 - CA Brotense 2x4 Veteranos Internacionais[22]
- 5 de maio de 1957 - CA Brotense 2x1 XV de Jaú[23]
- 19 de maio de 1957 - AA Mocoembu (Dois Córregos) 6x0 CA Brotense[24]
- 9 de junho de 1957 - AA Barra Bonita 4x1 CA Brotense[25][26]
- 8 de junho de 1958 - AA Mocoembu (Dois Córregos) 2x0 CA Brotense[27]<refhttp://memoria.bn.br/DocReader/DocReader.aspx?bib=104140&Pesq=%22Ibat%c3%a9%22&pagfis=15374</ref>
- 15 de junho de 1958 - CA Brotense 1x0 Bocaina[28]

## Filhos ilustres
- Lista de brotenses notórios
- A dupla sertaneja João Paulo & Daniel.
- João Carlos Albuquerque Veronense, jornalista.
- Fernando Piva Campana, designer.
- Jéssica Renata dos Reis, cantora e filha do cantor João Paulo.

## Religião
O Cristianismo se faz presente na cidade da seguinte forma:

### Igreja Católica
O município pertence à Diocese de Jaú.
- Paróquia Matriz Nossa Senhora das Dores (Centro)
- Paróquia São Francisco de Assis (Taquaral)
- Paróquia São Sebastião e Santa Efigênia (Distrito de São Sebastião da Serra)

### Igrejas Evangélicas
- Assembleia de Deus Ministério do Belém.[31][32]
- Assembleia de Deus (Ministério de Madureira) - o município pertence ao campo de São Carlos
- Congregação Cristã no Brasil.[33]
- Igreja Presbiteriana do Brasil
- Igreja do Evangelho Quadrangular
- Igreja Batista

### Outras religiões
Religiões não católicas ou evangélicas que destacam-se pela quantidade de membros que possuem:
- Igreja Messiânica Mundial do Brasil - Johrei Center Brotas - o município pertence à Igreja Rio Claro
- Igreja Adventista do Sétimo Dia
- Salão do Reino das Testemunhas de Jeová